# Antonín Zavadil
Antonin Zavadil, češki rimskokatoliški duhovnik, publicist in leksikograf, * 15. 6. 1866, Bystřice pod Hostýnem, † 14. 1. 1920, Dunaj.
Osnovno šolo je obiskoval v domačem kraju Loukov na Moravskem. Na gimnaziji v Přerovu je na literalno nadarjenega Zavadila vplival njegov profesor literarne vzgoje F. Bily, mu postal prijatelj in "dušni dobrotnik".
Bogoslovje je od leta 1886 študiral v semenišču v Mariboru. Sodeloval je pri semeniškem listu Lipica. V letih 1890-1891 je bil imenovan za kaplana v Sl. Bistrici, 1892-1895 v Pilštajnu, v letih 1895-1897 v Gorenju na Pohorju, v letih 1897-1898 v Remšniku. Od 1898 do 1901 je živel v okrevališču usmiljenih bratov v Algersdorfu in Eggenbergu pri Gradcu, od 1902-1903 je delal v uredništvu Slovenskega naroda v Ljubljani. Obiskal je Bosno in za 3 mesece vstopil k trapistom, a se spet vrnil v Slovenijo.
Od 1903-1904 je bil imenovan za kaplana pri Sv. Juriju v Slovenskih goricah, kjer se je takoj vključil v prosvetno društvo Edinost. Avgusta 1904 suspendiran, odpotoval v Prago nato v Švico, od koder je 1910 prišel za prefekta v deško semenišče v kraj Mlada Boleslav na Češkem. Od 1912 je bil v Pragi korektor v uredništvu Politike in tiskarnah. Leta 1915 je odšel kot vojni kurat na rusko fronto, marca 1918 zapusti vojaški stan in se vrne v duhovskega. Od 1915 se je potegoval za duhovniško rehabilitacijo in se ustalil na Dunaju.
Bistvo Zavadilove publicistike je bilo približati Slovencem češko kulturo in umetnost, Čehom pa slovensko. Začel je leta 1897 pri listu Slovenka z leposlovno bajko "Slovenka". Leta 1899 je v istem listu orisal češke pisateljice z naslovom Album Čeških žen (E. Krasnohorska, Z. Podlipska, B. Nemcova, K. Svetla, Z. Hlavkova), istega leta v listu Dom in svet "Iz narodove duševne zakladnice". Leta 1901 v časopisu Slovenski narod opiše A. Jiraska in A. Dvoraka,leta 1902/1903 v mesečniku za književnost, umetnost in prosveto Slovan predstavi Česko igralko Otylio Sklenarovo-Malo, N. Aleša, J. Arbesa in J. Husa.
S slovanskega, zlasti češkega sveta je v naše liste poročal o novih knjigah, glasbenih dogodkih, razstavah, uprizoritvah, jubilejih in drugo. Navdušen nad slovanstvom je objavljal tudi novosti poljskih in ruskih književnikov. Čehom je želel kar najširše predstaviti Slovence in je vneto pisal v češko časopisje. Leta je pripravljal knjigo Slovinska čitanka, v kateri je opisal spoznanja o slovenskem življenju, delu in literaturi.
Ker je pri svojem delu pogrešal primeren slovar, je sestavil leta 1908 v Pragi češko-slovenski slovar z 20.000 besedami, kmalu zatem 1910 pa še prvi slovensko-češki slovar s 30.000 besedami.
Pri izboru je uveljavljal načelo diferencialnosti, mednarodnih tujk pri izboru ni upošteval. Zajemal je iz tedanjega standardnega slovarskega besednega zaklada, zlasti iz Pleteršnika 1898.